# Schloss Pange

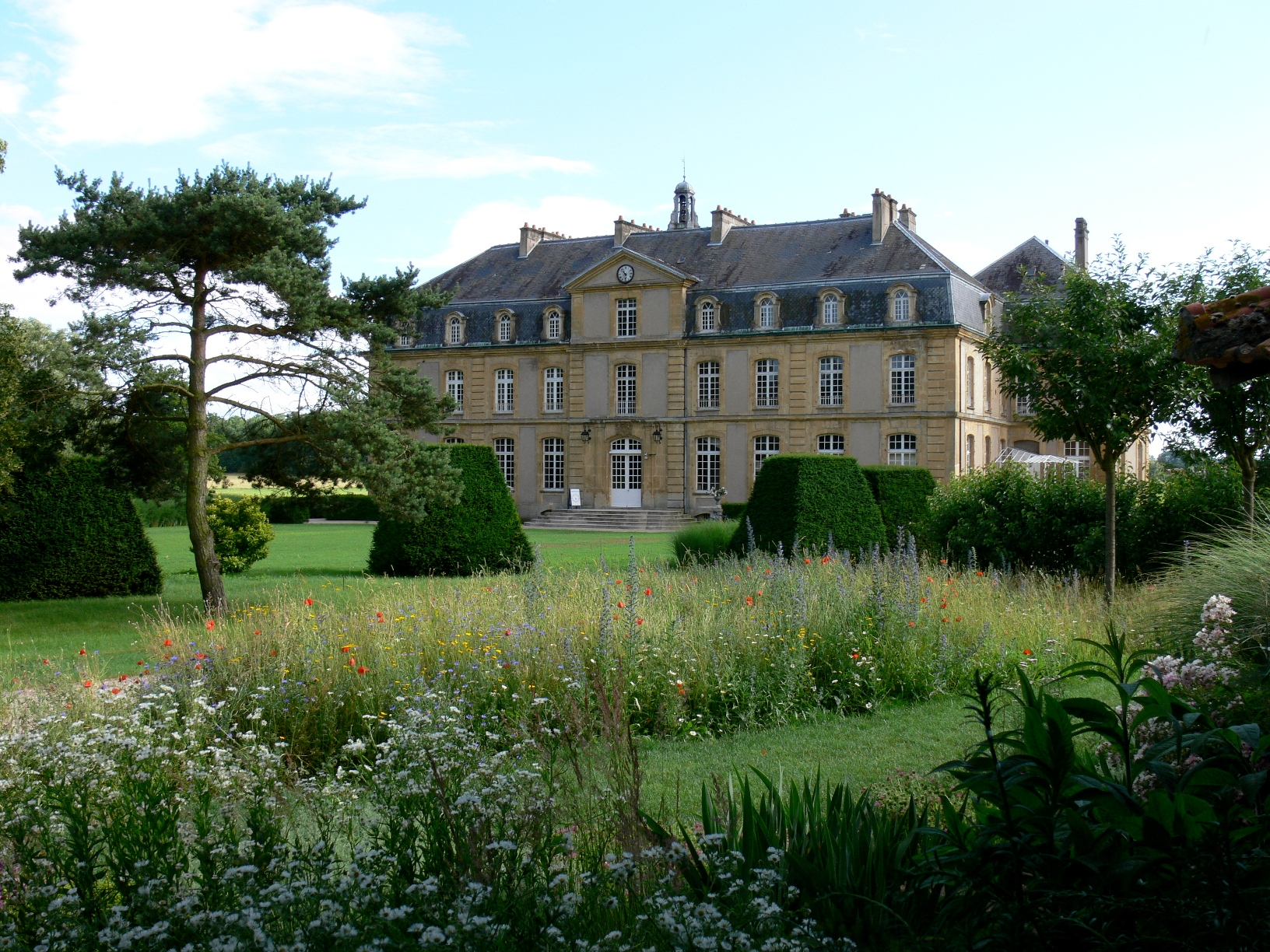
Schloss Pange

Schloss Pange (französisch: Château de Pange) ist ein Herrenhaus aus dem 18. Jahrhundert in der französischen Gemeinde Pange in Lothringen.

## Lage
Das Schloss liegt am südlichen Ortsrand von Pange rund 15 km südöstlich von Metz am Ufer der Französischen Nied.

## Geschichte
Zwischen 1720 und 1756 errichtete Jean-Baptiste Thomas Marquis de Pange das Haus anstelle einer mittelalterlichen Festung. Bereits 1626 wurden seine Vorfahren von Karl IV. von Lothringen in den Adelsstand erhoben. 1766 wurde er schließlich von  Stanislaus I. Leszczyński zum Markgrafen ernannt. Im Laufe seiner Geschichte beherbergte das Schloss bekannte Persönlichkeiten, darunter Napoleon III. und Wilhelm I.
Nach dem Zweiten Weltkrieg wurde das Schloss zu einem Kinderheim, das jedoch 1983 geschlossen wurde. Die Familie de Pange erhielt das Schloss zurück und renovierte es umfassend. Große Teile des Schlosses stehen unter Denkmalschutz und wurden 1990 zum Monument historique erklärt.

## Architektur
Das ockerfarbene Schloss im Barockstil besteht aus einem zweigeschossigen Haupthaus mit Mansarddach und Dachreiter und zwei damit verbundenen Pavillons. Im Nordwesten des Geländes steht eine alte Scheune aus dem 17. Jahrhundert.

## Sonstiges
Der Gebäudekomplex liegt inmitten eines 22.000 m² großen Gartens, der besichtigt werden kann. Gestaltet wurde dieser von dem Landschaftsarchitekten Louis Benech.